# 宋子安

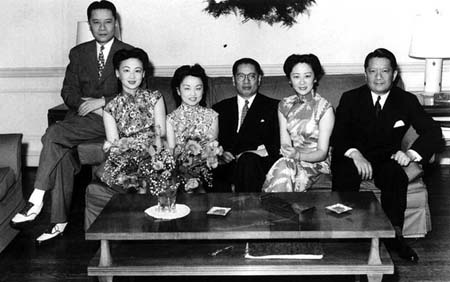
左一爲宋子安

宋子安（1906年—1969年2月25日），籍貫廣東省文昌县（位於海南島），父亲是上海传教士及富商宋嘉澍，母亲倪桂珍。他是宋氏家族六兄弟姊妹中的幼弟，兄宋子文、宋子良，姊宋靄齡、宋慶齡、宋美齡。

## 生平

### 幼年
1906年，宋子安生於上海:8。父亲是上海传教士及富商宋嘉澍（原名韓教准），字耀如，是北宋三朝宰相韩琦的二十九代孙，母亲倪桂珍。他是宋家幼子:8，宋家六兄弟姊妹的順序是：大姊宋霭龄、二姊宋庆龄、大哥宋子文、三姊宋美龄、二哥宋子良、宋子安。宋子安和大姊宋霭龄相差17歲。
1913年8月，孫中山領導的「二次革命」失敗。為了躲避袁世凱的迫害，也為了繼續幫助孫中山的革命，宋耀如偕全家流亡到日本。7歲的宋子安也與父母同行。
1915年，二姐宋慶齡嫁給孫中山，宋耀如全家回到上海。幼年時，宋子安由母親倪桂珍照管。但由於宋耀如的身體不適，腎病一天天加重，倪桂珍也分身乏術。1917年8月，宋子文、宋美齡自美國留學歸來，倪桂珍就把宋子良、宋子安暫時委託給宋美齡照管。

### 父親病逝
1918年5月，父親宋耀如在上海病逝。此時，宋子安年僅12歲。

### 求學
宋子安性情溫順、勤學苦讀，中學未畢業就考入上海的聖約翰大學。1926年，宋子安自聖約翰大學畢業，他準備前往美國哈佛大學就讀經濟學研究所。此時，宋氏家族內部相互關懷、扶持，國民黨空前團結、士氣高漲，全國革命潮流澎湃，形勢一派大好。
1926年秋，宋子安前往哈佛大學，攻讀經濟學碩士。在哈佛，宋子安是最年輕的一位研究生，他待人溫和有禮，是個中規中矩的好學生。同時，因為他的哥哥宋子文是1915年畢業的哈佛大學的經濟學碩士（1917年哥倫比亞大學經濟學博士），回國後就任中央銀行行長和財政部長，是為哈佛增光的校友典範。宋子安前受到師生的格外關照，在哈佛過得自然是稱心如意的。1928年畢業於美國哈佛大學:8，獲得經濟學碩士。

### 經歷
宋子安畢業後，曾任松江鹽務稽查所經理、松江運副（輔助鹽運使掌管鹽務行政事宜）、中國建設銀公司經理及中國國貨公司監察等職:8。與其他兄姊不同，較少涉足政治:8。

### 晚年
1948年任廣東銀行董事會主席、西南運輸公司總經理等職，定居美國舊金山，常往來於舊金山與香港之間，是宋子文經營金融業的助手:8。1969年，於香港病逝:8。

## 家族
宋子安與妻子胡其瑛育有兩子：宋伯熊、宋仲虎。次子宋仲虎是位企業家，與妻曹琍璇有四女一男：其中兩名為宋元慈（女）、宋元孝（子）。